# こけティッシュ
『こけティッシュ』(こけてぃっしゅ)はメディアックスで単行本が出版された山本直樹の青年漫画作品。

## 収録
- こけティッシュ

　　Part1　会社がつぶれてゴメンナサイ!?
　　Part2　誰が故郷を想わざる
　　Part3　青い鳥逃げた
- ハーベスト・ホーム
- 私の青空
- ダブルヘリックス
- ごめんね暗くって

　　Part1　あなたに似た人
　　Part2　昨夜の出来事
- いちこさん探偵帳

## 単行本
全1巻 
- 1992年2月10日発行 (文庫判)
- 1994年9月10日発行(再版・文庫判) ISBN 9784896132380